# هومن درخشنده
هومن درخشنده (زادهٔ ۱۱ بهمن ۱۳۵۸ در تهران) هنرمند نقاش اهل ایران است. آثار او در سبک‌های مختلفی از جمله نقاشی مفهومی و هنر معاصر خلق شده‌اند. وی سابقه شرکت در نمایشگاه‌های معتبر داخلی و بین‌المللی را دارد و آثارش در گالری‌های معتبری در ایران و خارج از کشور به نمایش درآمده‌اند.

## فعالیت هنری
هومن درخشنده فعالیت حرفه‌ای خود را در عرصه هنرهای تجسمی از اوایل دهه ۱۳۸۰ آغاز کرد. آثار او عموماً دارای مفاهیم اجتماعی و فلسفی بوده و ترکیبی از فرم و مفهوم را به تصویر می‌کشند.
درخشنده سابقه حضور در گالری‌های معتبر از جمله گالری ری‌را (تهران و دوبی) و همچنین همکاری با پلتفرم‌های هنری آنلاین مانند CIVA و Galleryinfo را دارد.

## نمایشگاه‌ها و بازتاب رسانه‌ای
آثار هومن درخشنده در رسانه‌های شناخته‌شده‌ای مانند بی‌بی‌سی فارسی، ایرنا، همشهری آنلاین، خبرآنلاین و هنرآنلاین معرفی شده‌اند. او از جمله هنرمندانی است که آثارش در نمایشگاه‌های گروهی و انفرادی در خارج از کشور نیز به نمایش درآمده است.